# 卡爾平斯基火山群
50°08′N 155°22′E / 50.13°N 155.37°E
卡爾平斯基火山群（俄语：Вулкан Карпинского），是俄羅斯的火山群，位於千島群島的國後島南端，海拔高度1,345米，最近一次火山噴發在1952年11月發生，火山以地質學家命名。